# Yao Beina
Yao Beina (chinois simplifié : 姚贝娜 ; chinois traditionnel : 姚貝娜 ; pinyin : Yáo Bèinà), également connue sous le nom de Bella Yao, née le 26 septembre 1981 à Wuhan et morte le 16 janvier 2015 à Shenzhen, est une chanteuse de musique chinoise en mandarin.

## Biographie

### Enfance et formation
Son père, Yao Feng (姚峰 ; Yáo Fēng), était Associate professor (en) au Conservatoire de musique de Wuhan et sa mère, Li Xinmin (李信敏 ; Lǐ Xìnmǐn), était une chanteuse de l’Ensemble de chant et de danse du Hubei.

### Carrière
Après ses études au Conservatoire de musique de Chine, elle intègre l'ensemble de musique et de danse de la marine de l'Armée populaire de libération.
Elle est notamment connue comme interprète du thème principal de la musique du film Retour en 1942 (一九四二, yī jiǔ sì èr, « 1942 ») sorti en 2012.  Le 8 juin 2012, elle sort son premier album nommé d’après elle-même, Yao Beina (姚贝娜), composé de la plupart des chansons qu’elle a composées elle-même.
En 2013, elle participe au télé-crochet musical The voice of China. Elle finit dans l'équipe coachée par la chanteuse Na Ying (那英, Nà yīng) après avoir été sélectionnée par les 4 coachs de l'émission. Elle parvient à se hisser jusqu'en finale dans cette même équipe où elle est éliminée au profit de la chanteuse Xuan xuan (萱萱, Xuān xuān).
Elle est également l’interprète de la version chinoise de Let It Go (随它吧, Suí tā ba), le thème principal du film La Reine des neiges.

### Mort
Elle décède le 16 janvier 2015 à Shenzhen.

## Hommages
- L'astéroïde (41981) Yaobeina lui a été dédié.